# Cremastus alternatus
Cremastus alternatus är en stekelart som beskrevs av Dasch 1979. Cremastus alternatus ingår i släktet Cremastus och familjen brokparasitsteklar. Inga underarter finns listade i Catalogue of Life.